# Oliarus grossipennis
Oliarus grossipennis är en insektsart som beskrevs av Van Stalle 1987. Oliarus grossipennis ingår i släktet Oliarus och familjen kilstritar. Inga underarter finns listade i Catalogue of Life.